# Erwin Christmann

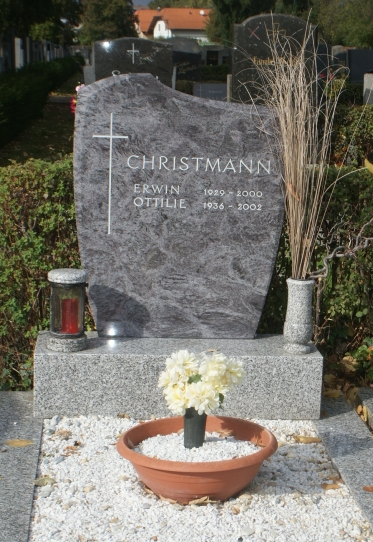
Grabstätte von Erwin Christmann

Erwin Christmann (* 24. August 1929 in Wien; † 4. Dezember 2000 ebenda) war ein österreichischer Komponist und Musiker.
Er erlernte vorerst das Handwerk eines Maschinenschlossers und war später Angestellter bei einer Versicherung. Mit seinem Bruder Franz (1934–1998)
bildete er 1959 das Duo Mayer und hatte mit der Harmonika seine ersten Auftritte. Ab 1960 war er als Duo Christmann-Merta mit dem Gitarristen Günther Merta tätig. Als Komponist schrieb er meistens nach eigenen Texten, mehrheitlich Wienerlieder.
Christmann ist auf dem Jedleseer Friedhof (Gr. 17, R. 11, Nr. 1) beerdigt.